# 1981 DM
1981 DM är en asteroid i huvudbältet som upptäcktes den 28 februari 1981 av den amerikanska astronomen Schelte J. Bus vid Siding Spring-observatoriet.